# Museu da Cidade (Salvador)
O Museu da Cidade é um museu localizado na região do Largo do Pelourinho em Salvador no estado da Bahia. O Museu foi inaugurado no dia cinco de julho de 1973  e conta a história da cidade. A enorme variedade de peças do museu vai do antigo ao moderno, do sagrado ao profano e é responsável por demonstrar elementos responsáveis pela diversidade artística, religiosa e cultural de Salvador.

## Acervo
O acervo do museu é bem diversificado. As exposições incluem desde representações religiosas como os trajes dos orixás do Candomblé, religião que interfere bastante para a cultura da cidade, como também pertences de grandes nomes do cenário cultural baiano como do poeta Castro Alves. O poeta se destacou na cidade por ter sido uma das primeiras figuras a protestar contra a escravidão, ele também é autor do famoso livro O Navio Negreiro. O museu também exibe bonecos de pano tradicionais que mostram como funcionava a vida colonial, bem como esculturas e peças de cerâmica, ferro e tapeçarias..  Além de objetos, o museu também abriga uma ampla variedade de pinturas de artistas baianos, entre eles Mendonça filho, Caribé, Jenner Augusto e Presciliano Silva